# كارلوس كوريا (لاعب كرة قدم أوروغواياني)
كارلوس كوريا (بالإسبانية: Carlos Correa)‏ هو لاعب كرة قدم أوروغواياني في مركز الدفاع، ولد في القرن العشرين في الأوروغواي، وتوفي في 24 مايو 2013. لعب مع ديفينسور سبورتينغ ونادي دانوبيو.

## وصلات خارجية
- كارلوس كوريا (لاعب كرة قدم أوروغواياني) على موقع الاتحاد الدولي (مؤرشف)  (الإنجليزية)
- كارلوس كوريا (لاعب كرة قدم أوروغواياني) على موقع ناشيونال فوتبول تيمز (الإنجليزية)